# Cathare
Cathare És un formatge de llet de cabra del Llenguadoc-Rosselló regió de França. El formatge es presenta en discos plans la cara dels quals és coberta en pols de carbó vegetal amb la inscripcció de la creu Occitana. Sota l'escorça, el Cathare és blanc pur amb una textura tova i cremosa. El seu gust de llet de cabra s'intensifica mentre envelleix, i assoleix el seu punt òptim passades de dues a tres setmanes.